# Míster Gay Europa 2006
Míster Gay Europa 2006 fue el 2º certamen de belleza gay en Europa y se celebró el 26 de agosto de 2006 en Ámsterdam, Países Bajos. Participaron 17 concursantes de otras tantas naciones europeas. El húngaro Nándi Gyöngyösi se proclamó vencedor, llevando así la corona para Hungría.

## Participantes
| País                | Delegado              | Edad | Altura | Ciudad                     | Ocupación                     |
| ------------------- | --------------------- | ---- | ------ | -------------------------- | ----------------------------- |
| Austria             | Aaron Michael Jackson | 33   | 186    | Viena                      | Investigador                  |
| Bélgica             | Bart Hesters          | 20   | 182    | Lochristi                  | Estudiante de enfermería      |
| Bulgaria            | Vassil Nikolov        | 20   | 185    | Plovdiv                    | Estudiante                    |
| Dinamarca           | Mikkel Svarre         | 29   | 177    | Copenhague                 | Profesor                      |
| Francia             | Jules                 | 24   | 175    | París                      | Estudiante                    |
| España              | Edgar González        | 26   | 178    | Las Palmas de Gran Canaria | Vigilante de Zoo              |
| Hungría             | Nándi Gyöngyösi       | 29   | 178    | Miskolc                    | Diseñador de equipos          |
| Irlanda             | Keith Keirney         | 25   | 175    | Dublín                     | Profesional de carpintería    |
| Italia              | Salvatore Carfora     | 22   | 182    | Milán                      | Gerente de Venta al por menor |
| Suecia / Laponia    | Tobias Johansson      | 26   | 179    | Piteå                      | Ingeniero de seguridad        |
| Lituania            | Liūtas Balčiūnas      | 21   | 185    | Kaunas                     | Camarero                      |
| Macedonia del Norte | Ivica M.              | 21   | 185    | Skopie                     | Activista GLBT                |
| Países Bajos        | Joep Mesman           | 24   | 181    | Eindhoven                  | Asistente de Conferencia      |
| Noruega             | Olav Hanto            | 31   | 173    | Porsgrunn                  | Actor independiente           |
| Rusia               | Nikita Kutuzoff       | 24   | 180    | Moscú                      | Gerente de ventas             |
| Suecia              | Henrik Lindholm       | 19   | 197    | Helsingborg                | Estudiante                    |
| Reino Unido         | Matthew Jones         | 34   | 187    | Cardiff                    | Gerente de ventas             |